# Взбитые сливки (балет)
«Взбитые сливки» (англ. Whipped cream, фр. La crème fouettée) — трагикомический балет на музыку Рихарда Штрауса, поставленный Ратманским вначале как миниатюра в Королевском виннипегском балете, затем как номер для Международного конкурса артистов балета.
Премьера одноактного балета «Взбитые сливки» состоялась в 1998 году в театре финского города Миккели, любимого артистами, в том числе Б. Эйфманом.

## Сюжет
В сюжете балета история одной дамы, которая пришла со своим Сынишкой в кафе и заказала взбитые сливки. В её воображении сливки оживают, а Официант превращается в галантного поклонника. Вся драматургическая линия сюжета происходит во сне и фантазиях. «Взбитые сливки» в исполнении Ратманского необычайно пластичны и воздушны, а богатая хореографическая лексика изобилует красками и нюансами.
Но вот «галантный поклонник» приносит счёт, и оскорблённая Мамаша, возвращённая к реальности обычным Официантом, покидает заведение.

## В ролях
| год  | театр                       | Первая постановка                         | год  | театр           | Вторая постановка (балет)                                                                                              |
| ---- | --------------------------- | ----------------------------------------- | ---- | --------------- | --- |
| 1994 | Королевский балет Виннипега | Артисты Королевского виннипегского балета | 1998 | театр в Миккели | • А. О. Ратманский — Взбитые сливки • Татьяна Ратманская — Сынок • А. А. Плисецкая — Мамаша • В. Г. Таранда — Официант |

## Пресса
Театральные обозреватели всегда относились к Ратманскому как к художнику, отмечая его режиссёрские решения пластического действия и свойственную только ему индивидуальную хореографическую лексику. Специально изобретённый Ратманским язык жестов настолько современен и понятен, словно эволюционировал из эпохи «драмбалета».
Так в «Петербургском театральном журнале» описывается постановка «Взбитых сливок»:
«… Ратманский умеет смешить. Он вообще большой выдумщик, даже эксцентрик: чего стоит хотя бы мини-балет „Взбитые сливки“. Квартет, из которого возникали в разных комбинациях дуэты: 
 Дама с сыном приходила в кафе, и Официант привозил им на тележке персонифицированный десерт (да-да, Взбитые сливки тоже оказывались персонажем!). В исполнении Ратманского этот необычайный персонаж, томный, эротичный, весь в розовых лепестках и рюшах, оказывался ироническим намёком не на что-нибудь, а на фокинский „Призрак розы“.
 Дама вожделела официанта, ребенок вожделел Взбитые сливки. При этом у мамаши желанный дуэт не складывался — мачо-официант на её призывы не отвечал, — а в дуэте Сына со Сливками была полная гармония. Пикантность же состояла в том, что мальчика играла танцовщица-травести …»

## Постановка крупной формы
В 2017 году Ратманский создал двухактный балет «Взбитые сливки» (англ. Whipped cream) по мотивам либретто Рихарда Штрауса для труппы Американского театра балета, в которой является постоянным хореографом.